# Eugène Daniel von Rothschild
Eugène Daniel von Rothschild (Beč, Austro-Ugarska, 6. ožujka 1884. – Monte Carlo, Monako, 25. travnja 1976.), austrijski barun, član austrijske loze bogate bankarske obitelji Rothschild.
Bio je peto od sedmero djece i četvrti od petero sinova u obitelji baruna Alberta Salomona von Rothschilda (1844. – 1911.) i barunice Bettine Caroline de Rothschild (1858. – 1892.). Nije se osobito zanimao za obiteljski bankarski posao, već se prijavio u vojsku. Služio je vojsku u Prvom svjetskom ratu, da bi poslije 1918. godine morao odustati od vojne karijere, jer su vojne jedinice bile znatno reducirane.
Dana 28. travnja 1925. godine oženio je Cathleen 'Kitty' Wolff i većinom živio s njom u Parizu. Po izbijanju Drugog svjetskog rata emigrirao je sa suprugom u SAD i naselio se na Long Islandu, gdje se bavio matematikom. Poslije suprugine smrti 1946. godine putovao je svijetom. Godine 1952. oženio je Jeanne Stuart. Imali su zdanje na Manhattanu i u Engleskoj, ali su radije živjeli u Monte Carlu, gdje je umro ne ostaviviši potomstvo.
Bio je posljednji muški član austrijske linije Rotschildovih, nakon čega je glavna austrijska loza izumrla, ali opstale su linije po ženskom nasljedstvu.